# Сопошинська сільська рада
| Сопошинська сільська рада — орган місцевого самоврядування у Жовківському районі Львівської області з адміністративним центром у с. Сопошин. Історична дата утворення: в 1945 році. Водоймища на території, підпорядкованій даній раді: річка Свиня. Сільській раді підпорядковані населені пункти: - с. Сопошин |

## Склад ради
Рада складається з 16 депутатів та голови.

### Керівний склад ради
| ПІБ                         | Основні відомості                                                 | Дата обрання | Дата звільнення |
| --------------------------- | ----------------------------------------------------------------- | ------------ | --------------- |
| Радкевич Володимир Юрійович | Сільський голова, 1958 року народження, освіта, безпартійний      | 26.03.2006   | 31.10.2010      |
| Радкевич Володимир Юрійович | Сільський голова, 1958 року народження, освіта вища, безпартійний | 31.10.2010   |                 |

Примітка: таблиця складена за даними джерела